# ABBYY
 (février 2017).
Si vous disposez d'ouvrages ou d'articles de référence ou si vous connaissez des sites web de qualité traitant du thème abordé ici, merci de compléter l'article en donnant les références utiles à sa vérifiabilité et en les liant à la section « Notes et références ».
ABBYY est une multinationale globale qui fournit des logiciels de reconnaissance optique de caractères (FineReader), de capture de documents et des logiciels d'enseignement assisté par ordinateur pour micro-ordinateurs et appareils mobiles.
L'entreprise a été fondée en 1989 par David Yang. Le nom ABBYY signifie « œil vif » en proto-hmong-mien.

Société étatsunienne enregistrée au Registre du Commerce de Californie le 05 juillet 2000 par Ding-Youan Tang, comme l'indique le document historique consultable sur le site même du Secrétériat d'Etat de Californie  :
https://bizfileonline.sos.ca.gov/search/business